# バイオフィリア (企業)
株式会社バイオフィリア（Biophilia Inc.）は、東京都目黒区に本社を置く、フレッシュペットフードを開発・提供するスタートアップ企業。
犬猫用フレッシュフードの「CoCo Gourmet」「Miao Gourmet」のD2C事業を中心に、ペット事業を展開。
ペットフードロスを減らすプロジェクト「WAN I NYARU food project（わににゃるフードプロジェクト）」もスタートさせた。

## 概要
主に、愛犬に向けた「CoCo Gourmet（ココグルメ）」と愛猫に向けた「Miao Gourmet（ミャオグルメ）」、飼い主向けアルバムアプリ「ぺっとる」を開発・提供している。
2017年にCEOの岩橋洸太とCMO矢作裕之により創設された。
「CoCo Gourmet（ココグルメ）」は動物栄養学に詳しい獣医師が監修した手作りの国産総合栄養食で、2022年の売り上げは14億円、会員数は15万人を超えている。
同社代表は、亡くした愛犬への後悔から起業したと以下のように話している。
「岩橋が「ペットの手作りごはん」に着目したきっかけは、愛犬との別れだった。「2匹とも病死でした。『もっとごはんに気を遣ってあげていたら、長く生きられたかもしれない』と考えるうちに、『2匹の死は自分のせいじゃないかな？』と考えるようになりました。
そこで気付いたのは、ペットロスというのは、亡くしたことそのものより『何かをしてあげられなかったことに対する後悔』が大きいのではないか、と思ったんです。
動物と共に生きている人たちが、私と同じような思いをしてほしくないと思い、健康に良いごはんを品質面から考えていきました。今では、『食を大切にしなければいけない』ということを、亡くした愛犬たちが人生をかけて教えてくれたんだと思っています」

## 主な商品・サービス
「CoCo Gourmet（ココグルメ）」
「Miao Gourmet（ミャオグルメ）」
「ぺっとる」

## 創業者/CEO
岩橋洸太（いわはし　こうた）
2012年慶應義塾大学経済学部卒業。同年SMBC日興証券株式会社に入社。4年半にわたり未上場企業の上場準備支援業務（公開引受業務）に従事した経験を経て、2017年8月に株式会社バイオフィリアを矢作裕之と共同創業。

## 株主・出資者
2021年12月 資金調達時
- DIMENSION株式会社
- ギークス株式会社
- ベンチャーユナイテッド株式会社
- SBIインベストメント株式会社
- 三菱UFJキャピタル株式会社
- AGキャピタル株式会社
- 株式会社アプリコット・ベンチャーズ
- 株式会社博報堂ＤＹベンチャーズ
- みずほキャピタル株式会社

## 沿革
- 2017年8月 – 創業
- 2017年 – 「ぺっとる」をローンチ
- 2019年6月 – ココグルメ発売開始
- 2021年5月 – わににゃるプロジェクト開始
- 2021年12月 – シリーズA 5.6億円の資金
- 2022年4月 – 猫向け手作りフレッシュフード 「ミャオグルメ」をローンチ
- 2023年1月 – 俳優・吉田鋼太郎出演の全国テレビCM放映開始

## 受賞歴
- 2023年8月18日 – 「ミャオグルメ」が世界のペットケア企業が集う「Pet Innovation Awards」にて最優秀キャットフード（冷凍・生製品）を受賞
- 2023年11月8日 – 「Mizuho Innovation Award 2023.3Q」受賞

## メディア掲載
- 2021年12月22日 – 日刊工業新聞　バイオフィリア、5.6億円調達　保存料・着色料不使用ペットフード
- 2021年12月22日 – 日本経済新聞　栄養食を飼い猫向けにも　バイオフィリアが22年春発売
- 2021年12月22日 – CNET Japan　ドッグフードD2C「ココグルメ」のバイオフィリアが5.6億円の資金調達
- 2021年12月22日 – BRIDGE　フレッシュペットフードD2C「CoCo Gourmet」運営、5.6億円をシリーズA調達——会員数は5万人、猫用も開発へ
- 2021年4月9日 – ITビジネスオンライン　Instagramの口コミ活用で売り上げ400％増！　“手作りドッグフード”の、熱量を生むSNS戦略とは？
- 2021年5月22日 – NEWS SALT　ペットフードでも多い食品ロス　回収や寄付など3社の取り組み
- 2022年2月4日 – 日経ビジネス　ペットだって健康に長生きしたい　食とデータで寿命を延ばす
- 2022年2月17日 – 日経クロストレンド　UGC広告への突っ込みに「本人」が反論　愛犬家の支持で販売数434％
- 2022年10月14日 – わんちゃんホンポ　ペットフードの悩みを解決！愛犬の一生に寄りそう食事「ココグルメ」
- 2022年10月19日 – strainer　リピート率95％！国産高級ペットフードD2C・バイオフィリアCEOに聞く「市場がプレミアム化した理由」
- 2023年3月23日 – Forbes JAPAN　新ペットフードに会員15万人　飼い主も犬も夢中になる理由
- 2023年7月11日 – ZUU online 「フレッシュペットフード」という新分野でペットフード業界をリードする――　株式会社バイオフィリア
- 2023年7月31日 – フジテレビ「Live News イット！」
- 2023年8月3日 – NHK「サラメシ」
- 2023年8月11日 – フジテレビ「坂上どうぶつ王国」